# Oskar Gassenmayr
Oskar Gassenmayr (německy Oscar Heinrich Thomas Gassenmayr) (19. září 1859 Perg – 19. února 1918 Linz) byl rakousko-uherský admirál. U c. k. námořnictva sloužil od roku 1878, vystřídal působení na různých lodích i v námořní administraci, v rámci zavádění technických novinek si celoživotně doplňoval vzdělání. Vyznamenal se jako účastník rakousko-uherského kontingentu v rámci mezinárodního zákroku proti boxerskému povstání v Číně (1900–1901), později velel několika bitevním lodím a zastával vysoké funkce v námořní sekci na ministerstvu války. Nakonec byl prezidentem Námořního technického výboru (1912) a velitelem C. k. námořní akademie v Rijece (1913). V roce 1913 odešel do penze a mimo aktivní službu získal o rok později hodnost viceadmirála.

## Biografie

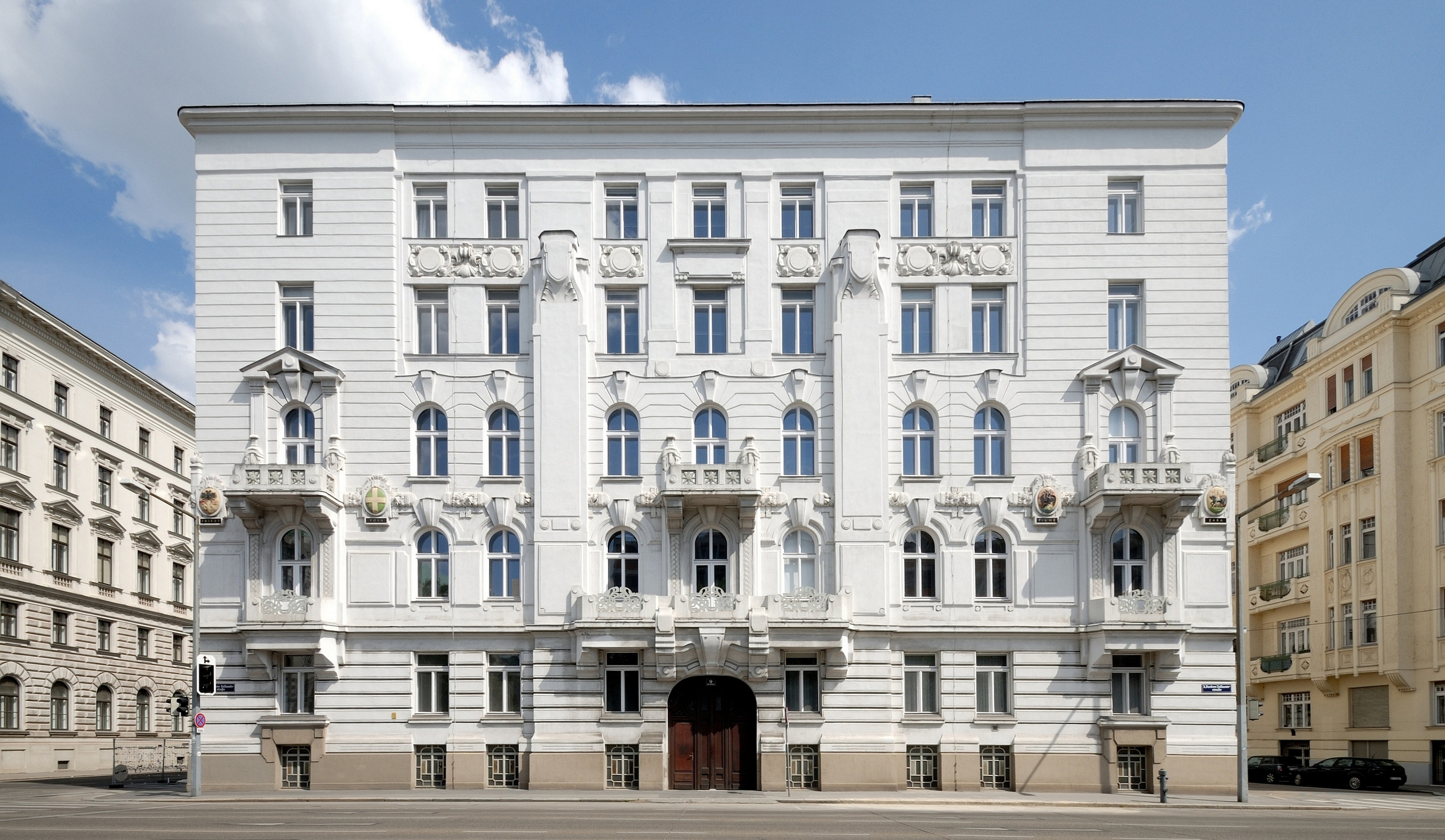
Sídlo námořní sekce rakousko-uherského ministerstva války ve Vídni

Pocházel z rodiny soudce, studoval na gymnáziu v Linzi (1870–1874) a na C. k. námořní akademii v Rijece (1874–1878). K námořnictvu vstoupil jako kadet v roce 1878 a sloužil na různých lodích, v roce 1882 se zúčastnil potlačení povstání v Dalmácii, téhož roku získal hodnost praporčíka. Sloužil u arzenálu a sborového námořního velitelství v Pule, věnoval se zavádění technických novinek a v letech 1887–1889 si doplnil vzdělání na univerzitě ve Vídni. V roce 1889 byl povýšen na poručíka II. třídy a v letech 1890–1894 byl důstojníkem na výcvikové lodi SMS Novara. Mezitím byl v roce 1892 povýšen na poručíka I. třídy. V roce 1895 byl prvním důstojníkem na obrněné lodi SMS Satellit a v letech 1896–1900 působil v námořní sekci na ministerstvu války.
V únoru 1900 odcestoval jako první důstojník na křižníku SMS Aspern do Číny, kde se Rakousko-Uhersko podílelo na potlačení boxerského povstání. V Číně zůstal do července 1901, podílel se na zabírání pozemků pro rakouské ekonomické zájmy a na obnově poničeného rakousko-uherského vyslanectví. Na křižníku SMS Kaiserin und Königin Maria Theresia se vrátil do Evropy, mezitím byl povýšen na korvetního kapitána (1. května 1901). Jako první důstojník sloužil na křižníku SMS Kaiser Franz Joseph a bitevní lodi SMS Monarch. K datu 1. května 1905 získal hodnost fregatního kapitána a v letech 1905–1907 byl přednostou vojenského odboru u námořního oblastního velitelství v Terstu. Poté vystřídal post velitele na bitevních lodích SMS Wien, SMS Monarch a SMS Habsburg (1907–1908).

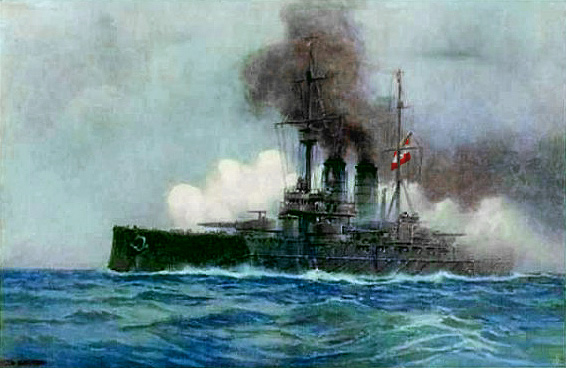
SMS Erzherzog Franz Ferdinand, vlajková loď Oskara Gassenmayra 1911

V hodnosti kapitána řadové lodi (1. května 1908) byl povolán jako přednosta technického odboru v námořní sekci na ministerstvu války ve Vídni (1909–1911). V roce 1911 byl krátce velitelem SMS Erzherzog Franz Ferdinand jako vlajkové lodi eskadry. V letech 1911–1913 působil jako místopředseda u Námořního technického výboru, kde byl v létě 1912 krátce i předsedou.
K datu 1. listopadu 1911 byl povýšen do hodnosti kontradmirála. V březnu 1913 byl jmenován velitelem C. k. námořní akademie v Rijece, ale již v říjnu téhož roku penzionován. Mimo aktivní službu získal hodnost viceadmirála (16. listopadu 1914). Po odchodu do penze žil původně ve Vídni, v roce 1915 se přestěhoval do Linze, kde také zemřel. 

## Řády a vyznamenání
Během služby u námořnictva se stal nositelem několika vysokých ocenění.
- Válečná medaile (1885)
- Vojenská záslužná medaile (1894)
- Jubilejní pamětní medaile (1898)
- Řád železné koruny III. třídy s válečnou dekorací (1901)
- Služební odznak pro důstojníky III. třídy (1903)
- Vojenský jubilejní kříž (1908)
- Služební odznak pro důstojníky II. třídy (1913)
- rytířský kříž Leopoldova řádu (1913)